# Acer garrettii
Acer garrettii är en kinesträdsväxtart som beskrevs av William Grant Craib. Acer garrettii ingår i släktet lönnar, och familjen kinesträdsväxter. Inga underarter finns listade i Catalogue of Life.